# Luc Durtain

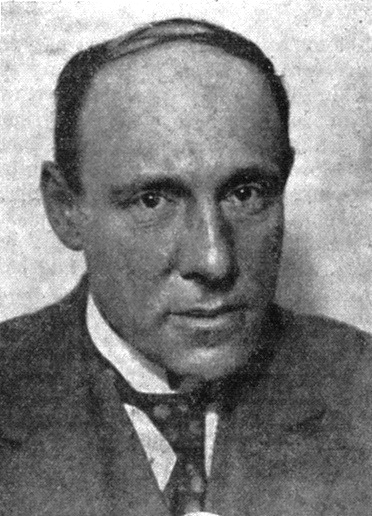
Luc Durtain (1927)

Luc Durtain (* 10. März 1881 in Paris; † 29. Januar 1959 ebenda) war ein französischer Schriftsteller.

## Leben und Werk
André Nepveu war Hals-Nasen-Ohren-Arzt und Autor des Buches Le nez et la gorge (Larousse 1909, 1918, 1923). 1906 gründete er zusammen mit Georges Duhamel, Jules Romains, Charles Vildrac, René Arcos, Georges Chennevière und Albert Gleizes den Künstlerkreis der Abbaye de Créteil (Abtei-Gruppe), der Anfang 1908 aufgegeben werden musste. Ab 1907 veröffentlichte er unter dem Pseudonym Luc Durtain Romane und Gedichte (später auch einige Theaterstücke). Im Ersten Weltkrieg war er Bataillonsarzt und wurde mit dem Kriegskreuz (Croix de guerre) ausgezeichnet. Nach dem Krieg gab er seinen Beruf auf und widmete sich ganz dem Schreiben. Die Inspiration dazu holte er sich ab 1926 auf ausgedehnten Reisen vornehmlich nach Nordamerika und in die UdSSR, aber auch nach Südamerika, Indonesien und Europa.
Unter dem Obertitel Les Conquêtes du monde (Welteroberungen) versammelte er bis 1942 zuerst bei Gallimard, dann im Verlag Flammarion zahlreiche Reportage-Romane. Dabei wurde er vor allem für seinen wohlwollend-kritischen Blick auf die USA bekannt. Seine von Sympathie getragene kritische Methode wandte er auch auf die Sowjetunion der späten zwanziger Jahre an, konstatierte schwere Mängel, blieb aber grundsätzlich positiv eingestellt, bis der Hitler-Stalin-Pakt ihn 1939 bewog, öffentlich mit der UdSSR zu brechen. Einer seiner Amerika-Texte, der preisgekrönte Titel Im vierzigsten Stock, erschien 1928 auch in deutscher Übersetzung.
Von 1937 bis 1939 war Durtain zusammen mit Paul Nizan Herausgeber der Zeitschrift Les Cahiers de la jeunesse. Revue universelle. Er gehörte zum Herausgebergremium der Zeitschrift Europe, wurde aber 1946 ausgeschlossen. Er starb 1959 im Alter von 77 Jahren. Keines seiner Bücher wurde seither neu aufgelegt.

## Werke (Auswahl)

### Conquêtes du monde
- Conquêtes du monde. Gallimard und Flammarion (ab 1930), Paris 1925–1942.
  - La source rouge. 1924.
  - Ma Kimbell. 1925
  - Quarantième étage. 1927 (Prix de La Renaissance 1928)
    - (deutsch) Im vierzigsten Stock. 3 Novellen. Insel-Verlag, Leipzig 1928. (übersetzt von Efraim Frisch)

  - Hollywood dépassé. 1928
  - Lignes de vie. 1930 (zuerst 1913 unter dem Titel Manuscrit trouvé dans une île)
  - Captain O. K. 1931
  - Frank et Marjorie. 1934
  - Yagouta aux cavaliers. 1935
  - La Femme en sandales. 1937
  - L’Étape nécessaire. 1938 (zuerst 1907 unter dem Autorennamen André Nepveu)
  - Voyage au pays des Bohohom. 1938
  - La guerre n’existe pas. Roman de 1914–16. 1939
  - Corps féminin. Minh, Maïa, Meg, Moune, Minnie, Marcelle. 1941
  - Histoires fantastiques pour les jeunes et les vieux. 1942

### Weitere Werke
- Pégase. Poèmes. 1908. (unter dem Autorennamen André Nepveu)
- Kong Harald. Poème. 1914.
- Georges Duhamel. L’homme et l’œuvre. Crès, Paris 1920.
- Le Retour des hommes. Gallimard, Paris 1920.
- Douze cent mille. Paillart, Paris 1922. (Roman, Hörfunkfassung von Pierre Rolland, 1961)
- Perspectives. Stock, Paris 1924. (Gedichte)
- Le donneur de sang. Comédie en trois actes. Gallimard, Paris 1928.
- L’Autre Europe. Moscou et sa Foi. Gallimard, Paris 1928.
- Dieux blancs, hommes jaunes. 1930.
- Frans Masereel. Pierre Vorms, Paris 1931.
- D’homme à homme. 1932.
- Vers la ville Kilomètre 3. 1933.
- Quatre continents, suivi de 72 poèmes choisis. 1935.
- Le globe sous le bras. 1936. (Landschaftsbeschreibungen weltweit)
- Calendrier perpétuel pour les grands et les petits. Sagittaire, Paris 1940.
- Les secrets du rêve. Flammarion, Paris 1944.
- Mémoires de votre vie. 4 Bde. Flammarion, Paris 1946–1950. (Romane)
  - 1. Navire sans pilote
  - 2. La fuite des sirènes
  - 3. Première bourrasque
  - 4. Victoire de l’abîme
- Les grandes figures de la science française. Hachette, Paris 1952.
- Quand l’amour... Roman. Flammarion, Paris 1952.